# Пиперево (община Василево)
Вижте пояснителната страница за други значения на Пиперево.
Пиперево (на македонска литературна норма: Пиперево) е село в община Василево на Северна Македония.

## География
Селото е разположено в Струмишкото поле, североизточно от Струмица.

## История
През XIX век Пиперево е смесено българо-турско село. Църквата „Свети Георги“ е построена в 1870 година. Според статистиката на Васил Кънчов („Македония. Етнография и статистика“) от 1900 г. селото е населявано от 415 жители, от които 290 българи християни и 125 турци.
В началото на XX век цялото християнско население на селото е под върховенството на Българската екзархия. По данни на секретаря на екзархията Димитър Мишев („La Macédoine et sa Population Chrétienne“) през 1905 година в селото има 208 българи екзархисти и 36 цигани. Там функционира българско училище.
Според преброяването от 2002 година селото има 1401 жители.
| Националност | Всичко |
| македонци    | 1260   |
| албанци      | 0      |
| турци        | 139    |
| роми         | 0      |
| власи        | 0      |
| сърби        | 0      |
| бошняци      | 0      |
| други        | 2      |